# Quentalia intranea
Quentalia intranea är en fjärilsart som beskrevs av Paul Dognin 1914. Quentalia intranea ingår i släktet Quentalia och familjen silkesspinnare. Inga underarter finns listade.